# Vir Cano
Vir Cano (Quilmes, 1978) es una persona no binaria de Argentina que se doctoró en filosofía y ejerce la docencia universitaria. Ha escrito varios libros de su autoría y coautoría, y ha editado y compilado en otras publicaciones. Además se desempeña en investigación y es activista por los derechos LGBT y las mujeres.

## Biografía
En 1993 cuando Cano tenía 14 años, su hermano mayor (20), fallece en un accidente automovilístico. Este hecho ha sido determinante en su vida marcando un proceso de duelo a lo largo de años, y culminando en su obra Dar (el) duelo: Notas para septiembre, en el cual también encausa el duelo por su género y su identidad femenina.
Posterior a Dar (el) duelo, es que comienza a utilizar su nuevo nombre e identificarse como una masculinidad lésbica no binaria. Vir utiliza los pronombres "elle" y "ella".

## Carrera

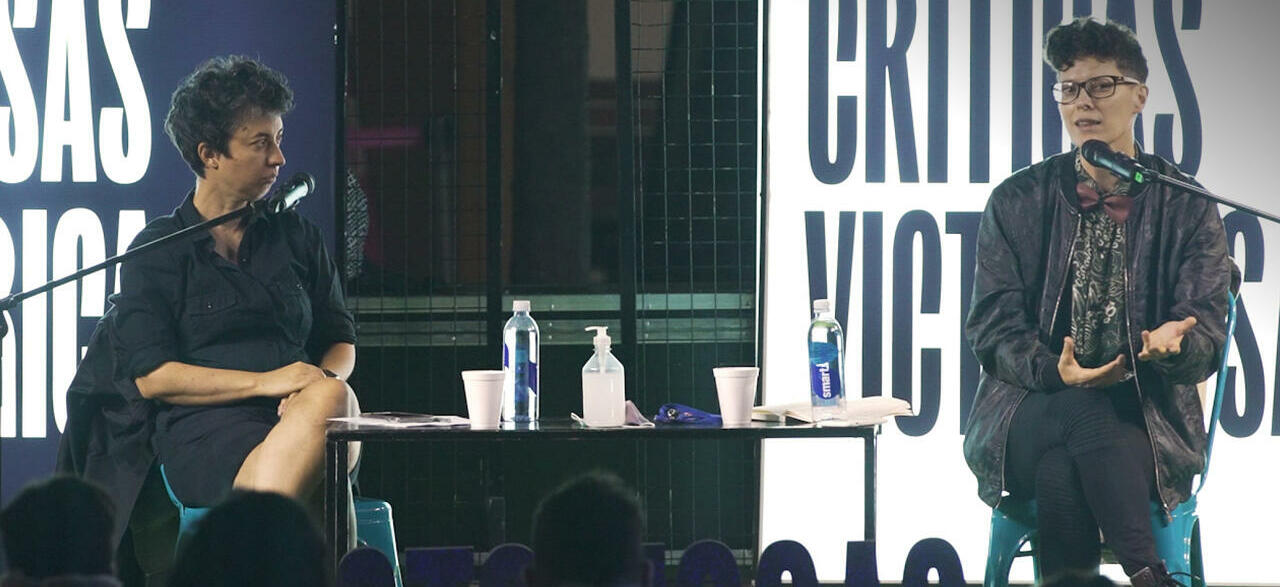
Charla con Vir Cano moderada por Silvina Giaganti en el Centro Cultural Recoleta, 2021

En el año 2005, Cano recibe el diploma de honor en licenciatura en Filosofía de la Facultad de Filosofía y Letras (Universidad de Buenos Aires) y en 2010 el doctorado en la misma facultad.
Ejerce el profesorado adjunto de Ética y Problemas especiales de Ética en la misma universidad. Además es integrante del Instituto de Investigaciones de Estudios de Género de dicha facultad.
También es docente en la Universidad Nacional de Lanús y en la Universidad Nacional de Tres de Febrero en la Maestría en Estudios y Políticas de Género.
Se desempeña en Investigación Asistente en el CONICET en la disciplina de Filosofía.
Ha escrito notas en varios medios como la revista Anfibia y Página/12, y ha participado brindado charlas y conversatorios en Argentina y otros países.
En la edición 2021 de La Bienal, forma parte del jurado de literatura en Relato.

### Estilo e influencias
En su escritura, Cano se centra en temas como el duelo, el dolor, la vida y la muerte, el amor y la amistad y cómo estos se relacionan con la lógica capitalista y patriarcal. Criticando y reflexionando sobre los mandatos hetero-cis-mono-normativos, capacitistas e individualistas.
Sus ideas y escrituras han tenido gran influencia de la obra del filósofo Friederich Nietzsche

Nietzsche es uno de esos autores que me han marcado a fuego. Si bien hace años que ya no me dedico a su filosofía, hay algo de su tesitura intelectual que siempre me acompaña. El bigotudo es un filósofo del riesgo, del temblor, de la duda y la corrosión; es un intelectual que ha hecho de la sospecha y la subversión herramientas de pensamiento y transformación. Yo no sé si he sido un buen discípulx, pero con suerte, algo de ese espíritu de revuelta y de crítica atraviesa mis escritos
Vir Cano, 2021

También ha tenido influencia teórica de Jacques Derrida, Mónica Cragnolini, Marlene Wayar y Judith Butler.

## Activismo
Cano es activista LGBT, en especial en el lesbianismo, considerándose a sí misma como militante lesbiana y feminista.
El 26 de marzo de 2015, participó junto a Marta Dillon de la Maratón de lectura Ni una menos, (antecedente inmediato del movimiento Ni una menos) donde leyeron su ensayo Que la rabia nos valga.

## Libros
- Ética tortillera: ensayos en torno al êthos y la lengua de las amantes (2015) ISBN 9873861017, ISBN 9789873861017
- Nietzsche (2016) ISBN 9505566840, ISBN 9789505566846
- Vidas en lucha. Conversaciones (2019) coautoría ISBN 8415917376, ISBN 9788415917373
- Nadie viene sin un mundo (2018) edición ISBN 978-987-3861-19-2
- Dar (el) duelo: Notas para septiembre (2021) ISBN 9505568053, ISBN 9789505568055
- Borrador para un abecedario del desacato (2021) ISBN 9873861513, ISBN 9789873861512
- Po/éticas afectivas: Apuntes para una re-educación sentimental (2022)[23] ISBN 9789505568772

### Publicaciones
Ha publicado numerosos artículos en revistas y libros, tanto académicos como de difusión, en medios locales y extranjeros.
- Estudios Nietzsche (España)
- Instantes y Azares
- Escrituras nietzscheanas
- Gente rara
- Arte, cultura y disidencia sexual (Venezuela)
- Labrys
- Estudos feministas (Brasil)
- Judith Butler, su filosofía a debate. Co-compilación

## Filmografía
- Mala reputación (2022) Documental[24]